# Bombdåden på Bali 2002
Bombdåden på Bali 2002 var tre bombattentat som utfördes på kvällen den 12 oktober 2002 i Kuta på ön Bali i Indonesien av den islamistiska terroristgruppen Jemaah Islamiyah. Två av bomberna, en bilbomb och en ryggsäcksbomb buren av en självmordsbombare, detonerades i eller nära nattklubbar i turistorten Kuta. 202 personer dödades; 164 av dessa var utlänningar, varav 88 från Australien. 6 svenskar dödades i attacken. Den tredje och minsta bomben detonerades utanför amerikanska konsulatet i huvudorten Denpasar.
Flera medlemmar av Jemaah Islamiyah dömdes för dåden, varav tre fick dödsstraff. Abu Bakar Bashir, som påstås vara andlig ledare till gruppen, dömdes till två och ett halvt år i fängelse. I december 2020 greps en islamistisk extremist för inblandning i dåden. Han dömdes i januari 2022 till 15 års fängelse.
2006 hade filmen Long Road to Heaven, baserad på händelserna, premiär.

### Fotnoter
1. ↑  ”Tio år sedan Balibomberna spred död”. Dagens Nyheter. 11 oktober 2012. http://www.dn.se/nyheter/varlden/tio-ar-sedan-balibomberna-spred-dod/. Läst 11 oktober 2015.
2. ↑  Anna Hagnell (12 oktober 2005). ”Terrorn tog Johanna ifrån dem”. Göteborgs-Posten. https://www.gp.se/nyheter/g%C3%B6teborg/terrorn-tog-johanna-ifr%C3%A5n-dem-1.1179742. Läst 11 oktober 2015.
3. ↑  Jenny Stiernstedt (9 november 2008). ”Balibombarna avrättades”. Aftonbladet. http://www.aftonbladet.se/nyheter/article11560807.ab. Läst 11 oktober 2015.
4. ↑  ”Extremist får 15 år för inblandning i Balidåd”. SVT Nyheter. 19 januari 2022. https://www.svt.se/nyheter/utrikes/extremist-far-15-ar-for-inblandning-i-balidad. Läst 19 januari 2022.